# Nocera Inferiore
Nocera Inferiore je italská obec s 40 095 obyvateli v provincii Salerno, Oblast Kampánie.

## Demografie
Počet obyvatel